# نشان فرهنگ و هنر
نشان فرهنگ و هنر از نشان‌های افتخار در ایران است که توسط رئیس‌جمهور ایران اهدا می‌شود. براساس ماده ۱۷ آیین‌نامه اعطای نشان‌های دولتی، نشان «فرهنگ و هنر» به کسانی اعطا می‌شود که فکر، ذوق و احساس خود را در راه بیان مفاهیم ارزشمند اسلامی- انسانی و اشاعه فرهنگ در یکی از جهات زیر به کار می‌گیرند :
1. اشاعه فرهنگ غنی اسلامی و پیرایش جامعه از فرهنگ منحط بیگانه
2. گسترش مبانی نظری و استدلالی معارف مذهبی
3. گسترش فرهنگ ملی و احیاء سنت‌های ارزشمند اجتماعی
4. ابراز خلاقیت و عرضه آثار بدیع هنری یا ادبی
5. بذل توجه خاص به میراث‌های فرهنگی، هنری یا ادبی کشور، به گونه‌ای که در احیاء، نگهداری و بهره‌برداری آن اثرگذار باشد.
6. معرفی، شرح، تبیین، نقد و عرضه یکی از رشته‌های هنری یا ادبی در سطوح بین‌المللی
7. ابداع سبکی نو در یکی از رشته‌های هنری یا ادبی
8. ترویج فرهنگ ایثار و شهادت در جامعه
9. خلق آثار فرهنگی هنری شاخص و ارزشمند در جهت انتقال آرمان‌ها و ارزش‌های انقلاب اسلامی و دفاع مقدس به نسل‌های بعد

## دریافت‌کنندگان
| ردیف | نام دریافت کننده       | نشان             | درجه     | اهدا شده توسط       | در تاریخ       |
| ---- | ---------------------- | ---------------- | -------- | ------------------- | -------------- |
| ۱.   | حسین ممتحنی            | نشان فرهنگ و هنر | درجه یکم | اکبر هاشمی رفسنجانی | ۱۱ مرداد ۱۳۷۱  |
| ۲.   | محمود فرشچیان          | نشان فرهنگ و هنر | درجه یکم | اکبر هاشمی رفسنجانی | ۲۴ خرداد ۱۳۷۴  |
| ۳.   | احمد مسجدجامعی         | نشان فرهنگ و هنر | درجه سوم | اکبر هاشمی رفسنجانی | ۱۱ مرداد ۱۳۷۶  |
| ۴.   | غلامحسین امیرخانی      | نشان فرهنگ و هنر | درجه یکم | سید محمد خاتمی      | ۷ مهر ۱۳۷۸     |
| ۵.   | حسن کسائی              | نشان فرهنگ و هنر | درجه یکم | سید محمد خاتمی      | ۷ مهر ۱۳۷۸     |
| ۶.   | علی‌اکبر صنعتی          | نشان فرهنگ و هنر | درجه یکم | سید محمد خاتمی      | ۷ مهر ۱۳۷۸     |
| ۷.   | قربان سلیمانی علی‌آبادی | نشان فرهنگ و هنر | درجه دوم | سید محمد خاتمی      | ۱۱ بهمن ۱۳۷۹   |
| ۸.   | فتح‌الله مجتبایی        | نشان فرهنگ و هنر | درجه یکم | سید محمد خاتمی      | ۱۳ مرداد ۱۳۸۲  |
| ۹.   | طاهره صفارزاده         | نشان فرهنگ و هنر | درجه دوم | سید محمد خاتمی      | ۱۳ مرداد ۱۳۸۲  |
| ۱۰.  | سکینه امامی            | نشان فرهنگ و هنر | درجه سوم | سید محمد خاتمی      | ۱۳ مرداد ۱۳۸۲  |
| ۱۱.  | اکبر مختار تجویدی      | نشان فرهنگ و هنر | درجه یکم | سید محمد خاتمی      | ۲۳ اسفند ۱۳۸۲  |
| ۱۲.  | سید هادی میرمیران      | نشان فرهنگ و هنر | درجه یکم | سید محمد خاتمی      | ۱۳ دی ۱۳۸۳     |
| ۱۳.  | مرتضی ممیز             | نشان فرهنگ و هنر | درجه یکم | سید محمد خاتمی      | ۱۳ دی ۱۳۸۳     |
| ۱۴.  | ناصر کاتوزیان          | نشان فرهنگ و هنر | درجه یکم | سید محمد خاتمی      | ۱۴ بهمن ۱۳۸۳   |
| ۱۵.  | فرهاد فخرالدینی        | نشان فرهنگ و هنر | درجه یکم | سید محمد خاتمی      | ۱۷ خرداد ۱۳۸۴  |
| ۱۶.  | محمد احصایی            | نشان فرهنگ و هنر | درجه یکم | سید محمد خاتمی      | ۱۷ خرداد ۱۳۸۴  |
| ۱۷.  | علی نصیریان            | نشان فرهنگ و هنر | درجه یکم | سید محمد خاتمی      | ۱۷ خرداد ۱۳۸۴  |
| ۱۸.  | زهرا رهنورد            | نشان فرهنگ و هنر | درجه دوم | سید محمد خاتمی      | ۱۷ خرداد ۱۳۸۴  |
| ۱۹.  | غلامحسین امیرخانی      | نشان فرهنگ و هنر | درجه یکم | محمود احمدی‌نژاد     | ۷ مهر ۱۳۸۸     |
| ۲۰.  | سید مرتضی سادات فاطمی  | نشان فرهنگ و هنر | درجه یکم | محمود احمدی‌نژاد     | ۲۲ مرداد ۱۳۹۰  |
| ۲۱.  | رحیم خاکی              | نشان فرهنگ و هنر | درجه دوم | محمود احمدی‌نژاد     | ۲۲ مرداد ۱۳۹۰  |
| ۲۲.  | شهریار پرهیزگار        | نشان فرهنگ و هنر | درجه دوم | محمود احمدی‌نژاد     | ۲۲ مرداد ۱۳۹۰  |
| ۲۳.  | کریم منصوری            | نشان فرهنگ و هنر | درجه دوم | محمود احمدی‌نژاد     | ۲۲ مرداد ۱۳۹۰  |
| ۲۴.  | احمد ابوالقاسمی        | نشان فرهنگ و هنر | درجه دوم | محمود احمدی‌نژاد     | ۲۲ مرداد ۱۳۹۰  |
| ۲۵.  | هاشم روغنی             | نشان فرهنگ و هنر | درجه دوم | محمود احمدی‌نژاد     | ۲۲ مرداد ۱۳۹۰  |
| ۲۶.  | محمدحسین سعیدیان       | نشان فرهنگ و هنر | درجه دوم | محمود احمدی‌نژاد     | ۲۲ مرداد ۱۳۹۰  |
| ۲۷.  | عباس امام‌جمعه          | نشان فرهنگ و هنر | درجه دوم | محمود احمدی‌نژاد     | ۲۲ مرداد ۱۳۹۰  |
| ۲۸.  | محمد عباسی             | نشان فرهنگ و هنر | درجه سوم | محمود احمدی‌نژاد     | ۲۲ مرداد ۱۳۹۰  |
| ۲۹.  | حسن رضائیان            | نشان فرهنگ و هنر | درجه سوم | محمود احمدی‌نژاد     | ۲۲ مرداد ۱۳۹۰  |
| ۳۰.  | منصور قصری‌زاده         | نشان فرهنگ و هنر | درجه سوم | محمود احمدی‌نژاد     | ۲۲ مرداد ۱۳۹۰  |
| ۳۱.  | محمدجواد پناهی طوسی    | نشان فرهنگ و هنر | درجه سوم | محمود احمدی‌نژاد     | ۲۲ مرداد ۱۳۹۰  |
| ۳۲.  | محمد حاج‌ابوالقاسم      | نشان فرهنگ و هنر | درجه سوم | محمود احمدی‌نژاد     | ۲۲ مرداد ۱۳۹۰  |
| ۳۳.  | علی‌اصغر شعرباف         | نشان فرهنگ و هنر | درجه یکم | محمود احمدی‌نژاد     | ۳ دی ۱۳۹۰      |
| ۳۴.  | عبدالمجید کیانی هندی   | نشان فرهنگ و هنر | درجه یکم | محمود احمدی‌نژاد     | ۳ دی ۱۳۹۰      |
| ۳۵.  | جلیل شهناز             | نشان فرهنگ و هنر | درجه یکم | محمود احمدی‌نژاد     | ۳ دی ۱۳۹۰      |
| ۳۶.  | ابراهیم پورفرزیب       | نشان فرهنگ و هنر | درجه یکم | محمود احمدی‌نژاد     | ۳ دی ۱۳۹۰      |
| ۳۷.  | محمدعلی کشاورز         | نشان فرهنگ و هنر | درجه یکم | محمود احمدی‌نژاد     | ۲۹ شهریور ۱۳۹۱ |
| ۳۸.  | داوود رشیدی            | نشان فرهنگ و هنر | درجه یکم | محمود احمدی‌نژاد     | ۱۲ بهمن ۱۳۹۱   |
| ۳۹.  | عزت‌الله انتظامی        | نشان فرهنگ و هنر | درجه یکم | محمود احمدی‌نژاد     | ۱۲ بهمن ۱۳۹۱   |
| ۴۰.  | جمشید مشایخی           | نشان فرهنگ و هنر | درجه یکم | محمود احمدی‌نژاد     | ۱۲ بهمن ۱۳۹۱   |
| ۴۱.  | ژاله علو               | نشان فرهنگ و هنر | درجه یکم | محمود احمدی‌نژاد     | ۱۲ بهمن ۱۳۹۱   |
| ۴۲.  | اسفندیار رحیم مشایی    | نشان فرهنگ و هنر | درجه یکم | محمود احمدی‌نژاد     | ۲۰ اسفند ۱۳۹۱  |
| ۴۳.  | اکبر عبدی              | نشان فرهنگ و هنر | درجه یکم | محمود احمدی‌نژاد     | ۱ تیر ۱۳۹۲     |
| ۴۴.  | داریوش ارجمند          | نشان فرهنگ و هنر | درجه یکم | محمود احمدی‌نژاد     | ۱ تیر ۱۳۹۲     |